# Шабане (кантон)
Шабане́ (фр. Chabanais) — кантон во Франции, находится в регионе Пуату — Шаранта, департамент Шаранта. Входит в состав округа Конфолан.
Код INSEE кантона — 1609. Всего в кантон Шабане входят 11 коммун, из них главной коммуной является Шабане.
Население кантона на 2007 год составляло 7 930 человек.
Коммуны кантона:
- Ла-Перюз
- Прессиньяк
- Сен-Кантен-сюр-Шарант
- Сольгон
- Сюри
- Шабане
- Шабрак
- Шаснон
- Ширак
- Эксидёй
- Этаньяк